# 李素丽
李素丽（1962年—），北京市人，曾是北京公共汽车上的售票员。由于多年来的认真工作，服务热情、细致，1996年她的事迹开始被广泛报道，后被评为“全国劳动模范”。现任北京公交集团服务协作处副处长。

## 个人经历
李素丽的父亲曾是一名公交司机。1981年，李素丽在高考失利后，也来到公交公司，成为北京60路公共汽车的一名售票员。1987年，她加入了中国共产党；1993年考入中共北京市委党校大专班；1996年初，调任北京市公交总公司公汽一公司21路公共汽车1333号车售票员；当年10月，中华全国总工会作出“关于在全国职工中开展向李素丽同志学习活动的决定”。1999年12月10日，北京“96166”——“公交李素丽热线”开通后，她成为热线负责人。曾是北京市青联第七届常委。
因为多年一贯的热情服务，她事迹被发现，中共官方将李素丽树立为“时代先锋”、“岗位作奉献的标兵”。中宣部、建设部、全国总工会、共青团中央、全国妇联、中共北京市委等六个单位，还共同召集了“李素丽事迹报告团”在人民大会堂的报告会，号召在全国范围内开展“向李素丽学习”的活动。

## 荣誉
- 1990年、1991年、1992年、1995年，先后被评为北京市“爱国立功标兵”；
- 1992年，获“首都劳动奖章”；
- 1993年，获“五一劳动奖章”，
  - 获“北京市城建系统标兵”和“全国优秀售票员”等称号；
- 1994年，被评为“建设部劳动模范”；
- 1996年，获得“首都精神文明建设奖章”，
  - 被中华全国总工会授予“全国职业道德标兵”称号，
  - 被共青团中央、国家经贸委和劳动部授予“全国杰出青年岗位能手”称号，
  - 被全国妇联授予“全国‘三·八’红旗手”荣誉称号；
- 1997年，被建设部授予“全国建设系统行业标兵”称号，
  - 6月，被中共中央组织部授予“全国优秀共产党员”称号；
- 1998年，当选第三届北京“十大杰出青年”；
- 2000年4月，被评为“全国劳动模范”。

## 流言
2008年11月6日，在百度贴吧上贴出一条匿名帖子写着“李素丽被抓了”的称，“李素丽是因为贪污、偷税漏税、倒卖学生卡等行为被抓的”。12月2日，北京公共交通集团作出回应，不仅否认了所有指控，还进一步对李素丽的工作进行了肯定。包括新华网、新浪网等中国主流网络媒体，都同时转述了这份报道。